# Doktor technických věd
Doktor technických věd (z lat. rerum technicarum doctor, zkratka RTDr. nebo také Dr. techn., vždy uváděna před jménem) byl akademický titul, který byl od roku 1901 udělován na technických vysokých školách v tehdejším Rakousku. Na českém území se neuděluje od roku 1953.

## Historie
Pokud chtěl někdo tento doktorát získat, musel nejdříve na některé technické vysoké škole složit státní zkoušky, poté sepsat a obhájit disertaci a podstoupit rigorózum, tedy ústní zkoušku z oboru, ve kterém psal disertační práci. Místo disertace se připouštěl i vhodný konstrukční návrh. Hodnocení bylo výtečně, dostatečně, nebo nedostatečně, přičemž zkouška mohla být opakována nejvýše dvakrát. Úspěšný kandidát pak byl promován doktorem technických věd.

## Obdobné tituly
Pokud je v některých zemích udělován podobný titul, jde o nejvyšší akademické ocenění a odpovídá tak titulu Ph.D. (doktor). V anglicky hovořících zemích jde o titul Doctor of Technology (D.Tech.), ve Švédsku o titul Teknologie doktor (Tekn. Dr.) nebo doktor Teknisk (Tek. Dr.) a v Rakousku jím je doktor Scientiae technicorum (Dr. techn.).